# 谷川流
谷川流（日语：／ Tanikawa Nagaru，1970年12月19日—），日本小說家、輕小說作家、科幻作家、漫畫原作者。出身於兵庫縣西宮市。兵庫縣立西宮北高等學校、關西學院大學法學院畢業。

## 來歷
大學畢業後當過女性服飾店的店長。出道前在經營懸疑小說書評網站，在關西懸疑小說迷中廣為人知。2003年3月憑藉刊登在《電擊萌王》5號的「電撃!! 神盾5盾與羊」首次亮相。同年6月7日，第8屆Sneaker大獎得獎作品《涼宮春日的憂鬱》與電擊文庫的《逃離學校！Escape from The School》都在同一天以文庫本首次亮相。「涼宮春日系列」在日本國內在日本已售出800萬部，截至2011年5月在全球15個國家的文庫和漫畫累計銷量為1650萬冊，2017年銷售超過2000萬部。
自《The Sneaker》2006年8月號起頻繁休載。而《涼宮春日系列》自2007年4月《涼宮春日的分裂》發行以來一直沒有出版。不過，最新作《涼宮春日的驚愕》的部分內容提前刊登在《The Sneaker》2010年6月號上，次年作為文庫本在2011年5月25日發行。2013年5月，於伊東雜音畫冊《春日百花》發行同時收錄新作短篇。2018年10月，於《The Sneaker LEGEND》發表另一部短篇「七大不可思議延長賽」。《涼宮春日的驚愕》發表之後，其長篇作品一直未有新的進展，但在2020年11月發表了包含上面兩部短篇小說和新的長篇「鶴屋學姐的挑戰」都收錄於《涼宮春日的直覺》。以及2004年的《逃離學校！》、2006年的《我的世界守護者》自最新單行本發行之後一直未有最新進展，而《蜻蛉迷宮》自2009年一直處於休載的狀態。此外，短篇「Round-Trip」作為與之前系列作品毫無關係的全新原創短篇小說被收錄在《Sneaker文庫25週年選集「S WHITE」》（插圖由負責涼宮春日系列的伊東雜音擔任）裡。
2017年，擔任第24屆Sneaker大獎評選會委員。

## 人物
高中參加的社團是美術社，而且會每週一次去參加文藝社。大學時期是繪畫社所屬。此外，歐力士野牛選手田口壯（曾加入MLB）跟他都畢業於同一所高中、大學（谷川小田口一屆）。
大學畢業後，他當過女性服飾店的店長，後來想要當小說家而辭職。一邊領取失業保險，一邊在圖書館看書。就在進入Hello Work發呆時，發現自己的積蓄已經花光，卻得到電擊文庫編輯部的聯絡通知，同時期，他獲得Sneaker大獎，從此作為小說家正式出道。
曾經歷阪神淡路大震災。阪神虎球迷。谷川在寫《涼宮春日的憂鬱》之前，本身不認識同人作品和成人遊戲。興趣是打麻將和騎摩托車。IOC（伊勢アウシタンコミュニティ，月刊OUT讀者俱樂部）會員。
本人也說，若想成為一名作家，並且逐漸發展出自己要走的路線，同時也要不斷閱讀在他童年時期出現的各種小說。至今，谷川仍不覺得自己是一位小說家。此外，擔任谷川的編輯在接受專訪時，說他是一位「非常安靜而且有見識的人。並透過電腦操作和系統的內存，從腦海中選出大容量硬盤上積累的知識。然後用文字輸出簡潔準確的內容」。
打字使用拇指移位鍵盤。

## 風格
根據本人表示自己受到國中時期讀過菊地秀行、夢枕獏、艾勒里·昆恩、范·達因、艾薩克·阿西莫夫科幻小說的影響，因此在谷川他的作品裡有濃厚的科幻氛圍。
於和動畫編劇佐藤大的對談中談到，與其說《福星小子》是高橋留美子在無意識之下畫出，而是押井守將這部作品展現出它的風格。其中本人最喜歡的作品是《福星小子2：綺麗夢中人》。

## 作品列表

### 長篇作品（文庫）
- 涼宮春日系列（2003年6月—，角川書店→KADOKAWA〈角川Sneaker文庫〉，插圖：伊東雜音，已出版13冊）
- 逃離學校！（2003年6月—，MediaWorks〈電擊文庫〉，插圖：蒼魚真青，已出版6冊）
- 電擊!! 神盾5少女（日语：電撃!! イージス5）（2004年11月—2005年10月，MediaWorks〈電擊文庫〉，插圖：後藤奈央（日语：後藤なお），全2冊）
- （2005年4月—，MediaWorks〈電擊文庫〉，插圖：G·Munyo（日语：G・むにょ），全1冊）
  - 【標題改名】（2014年10月，新潮文庫nex（日语：新潮文庫#新潮文庫nex））
- 我的世界守護者（2005年11月—，MediaWorks〈電擊文庫〉，已出版3冊）

### 短篇作品
- MW號的主張（《電擊hp公式海賊本 電擊h（日语：電撃hp公式海賊本）》所收，2004年9月25日，MediaWorks／《電擊合作 MW號的悲劇》所收，2008年9月10日，ASCII Media Works〈電擊文庫〉） ISBN 978-4-04-867217-7
  - 被T Flowing著作的《思考火星上的地球》作為序言設定的短篇小說，而「長門有希的100冊」也被列入該書中。
- 我是撲殺天使朵庫蘿 谷川流的場合（《我是撲殺天使朵庫蘿》所收，2006年6月10日，MediaWorks〈電擊文庫〉） ISBN 978-4-84-023443-6
- Round-Trip（《S WHITE Sneaker文庫25週年選集》所收，2013年9月1日，KADOKAWA〈角川Sneaker文庫〉） ISBN 978-4-04-100864-5
  - 圍繞在主題《愛》選集的短篇小說。插畫由負責涼宮春日系列插畫的伊東雜音負責，但這是一篇與涼宮春日系列無關的原創短篇小說。

### 漫畫原作
- 蜻蛉迷宮（日语：蜻蛉迷宮）（2009年8月—，ASCII Media Works〈電擊Comics〉，作畫：菜住小羽、人物設定：武田日向，已出版2冊）
  - 《電擊文庫MAGAZINE》2008年7月號起連載。2009年11月號以來休載中。

### 其它
- 『日常之謎 五×二十』（隨筆集，發表於《mephisto（日语：メフィスト (文芸誌)）》2007年5月號）
- 電擊隨筆第32回『貓物語』
- 『涼宮春日的憂鬱』 廣播劇CD「Sound Around（日语：サウンドアラウンド）」（原案）
- 電視動畫『涼宮春日的憂鬱』（2006年版）「Someday in the rain」（編劇）
- 電視動畫『涼宮春日的憂鬱』（2009年版）「涼宮春日的嘆息 I」（編劇）
- 電影動畫『涼宮春日的消失』主題歌「溫柔的忘卻」（歌詞原案提供）
- OVA『BLACK★ROCK SHOOTER』（編劇，與吉岡忍連名）

## 相關項目
- 輕小說
- 角川書店